# Reserva Biológica Morro dos Seis Lagos
Reserva Biológica Morro dos Seis de Lagos é uma reserva biológica no estado do Amazonas, Brasil. Ela protege inselbergs da floresta amazônica que contém minerais valiosos. A mineração tem sido proibida desde que a reserva foi protegida e porque está em território indígena.

## Localização
A Reserva Biológica do Morro dos Seis Lagos fica no município de São Gabriel da Cachoeira, no Amazonas. Tem uma área de 36.900 hectares. A reserva fica dentro da Terra Indígena Balaio. Está rodeada pelo Parque Nacional do Pico da Neblina. A rodovia BR-307 atravessa a reserva, ligando a cidade de São Gabriel da Cachoeira a Cucuí, no rio Negro, próximo ao ponto onde o rio entra no Brasil. A reserva é acessível de barco pelo Igarapé-Mirim. São 822 quilômetros de Manaus.
A colina é um inselberg que pode ser o remanescente de um pediplano mais longo. A reserva é drenada pelos córregos da bacia do rio Negro, que formam cachoeiras. Contém seis lagos, dos quais leva o seu nome, com cores diferentes devido aos minerais dissolvidos. Ela contém cavernas e estruturas rochosas desmoronadas. Há um alto potencial para o desenvolvimento do ecoturismo.

## História
A região contém grandes reservas minerais, incluindo ricos depósitos de ferro, manganês e nióbio. Estes últimos são importantes para a fabricação de dispositivos eletrônicos, como computadores e telefones celulares. A Companhia de Pesquisa de Recursos Minerais (CPRM) reivindicou os direitos minerais com base em uma concessão e explorações que começaram em 1975. A CPRM é de propriedade do Ministério de Minas e Energia. A Constituição de 1988 só permite a mineração em territórios indígenas quando autorizada por uma lei específica. Os índios expressaram oposição à mineração.
A Reserva Biológica do Morro dos Seis de Lagos foi criada pelo Decreto Estadual 12.836 do Amazonas, de 9 de março de 1990. Em outubro de 1997, um leilão programado da reserva de nióbio foi cancelado devido à pressão do Instituto Brasileiro do Meio Ambiente e dos Recursos Naturais Renováveis (IBAMA), que se opôs à abertura da mina, uma vez que está dentro de duas áreas protegidas. Em 1999, a concessão de mineração foi anulada a pedido do Ministério Público do Estado do Amazonas.

## Meio Ambiente
A vegetação é típica das regiões rupestre, submontana e montanhosa. A vegetação está no contato entre a campinarana e a floresta tropical. Há uma fonte termal na encosta do morro com temperatura de 41°C. A fauna inclui a onça-pintada (Panthera onca), a jaguatirica (Leopardus pardalis) e a cri-crió (Lipaugus vociferans). As visitas são permitidas apenas para pesquisa ou educação.